# Zoí Dimoscháki
Zoí Dimoscháki (en grec moderne : Ζωή Δημοσχάκη), née le 16 février 1985 à Athènes, est une nageuse grecque.

## Carrière
Elle dispute les Jeux olympiques d'été de 2000 à Sydney, où elle est éliminée en séries du 200 mètres nage libre. L'année suivante, elle est médaillée d'or du 200 mètres nage libre aux Jeux méditerranéens de 2001 à Tunis. 
Elle prononce le serment olympique aux Jeux olympiques d'été de 2004 se tenant dans son pays, à Athènes. Lors de ces Jeux, elle dispute les séries du 200 mètres nage libre, du 400 mètres nage libre, du relais 4 x 100 mètres nage libre et du relais 4 x 200 mètres nage libre, sans parvenir à atteindre le tour suivant.
Elle remporte trois médailles de bronze aux Jeux méditerranéens de 2005 à Almería, sur 200 mètres nage libre, sur 400 mètres nage libre et sur le relais 4 x 100 mètres nage libre.